# Abaqus
Abaqus FEA (раніше ABAQUS) — пакет програмного забезпечення для аналізу скінченних елементів і систем автоматизованого проектування. Назва і логотип даного програмного забезпечення створені на основі розрахункового інструменту абак). Пакет Abaqus складається з п'яти основних програмних продуктів, а саме: 
1. Abaqus/CAE, або "Complete Abaqus Environment" — програмний додаток, що використовується як для моделювання та аналізу механічних вузлів і агрегатів (з попередньою обробкою) і візуалізацією результатів аналізу методом скінченних елементів. Підмножина Abaqus/CAE включає тільки модуль подальшої обробки, яка може бути запущена незалежно одна від одної в продукті, наприклад, Abaqus/Viewer.
2. Abaqus/Standard — аналізатор скінченних елементів загального призначення, який використовує неявну схему інтеграції (традиційний підхід).
3. Abaqus/Explicit — аналізатор скінченних елементів спеціального призначення, який використовує явну схему інтегрування для вирішення нелінійних систем з багатьма складними даними при перехідних навантаженнях.
4. Abaqus/CFD — обчислювальна гідродинаміка прикладного програмного забезпечення, яка забезпечує розширену обчислювальну гідродинаміку та можливість з великою підтримкою попередньої обробки, представленої в Abaqus/CAE.
5. Abaqus/Electromagnetic — програмний додаток обчислювального електромагнетизму, який вирішує обчислювальні електромагнітні проблеми.

Продукти Abaqus використовуються з відкритим вихідним кодом мови програмування Python для різних сценаріїв. А також Abaqus/CAE використовує крос-платформну бібліотеку інструментів для розробки графічного інтерфейсу користувача.

## Історія
Компанія Abaqus була заснована в 1978 році Девідом Хібітт, Бенгтом Карлссон, і Полом Соренсен з оригінальною назвою Hibbitt, Karlsson & Sorensen (HKS). Пізніше назва компанії була змінена на ABAQUS  до придбання Dassault Systèmes в 2005 році. Після цього вона стала частиною Dassault Systèmes корпорації SIMULIA. Штаб-квартира компанії перебувала в місті Провіденс, Род-Айленд до 2014 року, а з 2014 року, штаб-квартира компанії знаходиться в Джонстоні, Род-Айленді і США.
| Версія Abaqus | Дата релізу |
| ------------- | ----------- |
| 5.4           | 1994?       |
| ...           | ?           |
| 6.1           | ?           |
| 6.2           | ?           |
| 6.3           | 2002        |
| 6.4           | 2003        |
| 6.5           | 2005        |
| 6.6           | 2006        |
| 6.7           | 2007        |
| 6.8           | 2008        |
| 6.9           | 2009        |
| 6.10          | 2010        |
| 6.11          | 2011        |
| 6.12          | 2012        |
| 6.13          | 2013        |
| 6.14          | 2014        |
| 2016          | 2015        |
| 2017          | 2016        |

## Застосування
Застосування Abaqus розповсюджується у сферах автомобільного виробництва, аерокосмічної індустрії та промислового виробництва. Продукт має популярність серед академічних, дослідницьких інститутів в галузі машинобудування за рахунок широкого матеріалу моделі. Abaqus також забезпечує хорошу колекцію Multiphysics можливостей, такі як акустико-структурні, п'єзо-електричні, що робить його привабливим для моделювання виробництва на рівні, де повинні бути з'єднані кілька полів.
Серед задач, що розв'язуються за допомогою ABAQUS слід відзначити: 
- розрахунок втомної міцності і довговічності конструкцій під впливом довільного за часом навантаження з урахуванням пластичного стану;
- оптимізацію конструкцій до зміни параметрів - можна, наприклад, оптимізувати геометрію конструкції по напруженням, що виникають в конструкції при заданих навантаженнях;
- розрахунок конструкцій на статичні, динамічні, сейсмічні і вітрові навантаження, а також на поєднання комбінацій навантажень (багатофакторність навантаження);
- розрахунок тріщиноутворення і концентраторів напруг;
- завдання з прогресуючого руйнування.[1]

Abaqus був спочатку розроблений для вирішення нелінійної фізичної поведінки. В результаті пакет має широкий спектр моделей матеріалів, таких як еластомерні (гумоподібні) і гіпереластичні ( м’які тканини ) можливості матеріалів.

Ось деякі приклади:

## Послідовність рішень
Кожен повний аналіз методом скінченних елементів складається з трьох окремих етапів:  

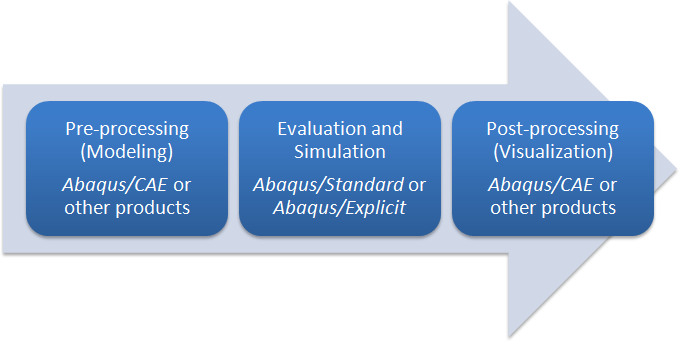
Програмні продукти Abaqus FEA, використовувані в аналізі методу скінченних елементів і порядок їх використання.

- Попередня обробка або моделювання: цей етап включає в себе створення вхідного файлу, який містить проект інженера, для перевірки методу скінченних елементів (так званий «вирішувач»).
- Обробка та аналіз методом скінченних елементів: ця стадія виробляє візуальний файл виводу.
- Подальша обробка генерує звіт, зображення, анімацію і т.д. з вихідного файлу: ця стадія являє собою візуальний етап виконання.

Abaqus/CAE здатний до попередньої обробки, а також стадії моніторингу обробки результату. Проте перший етап також може бути зроблено за допомогою будь-якого сумісного програмного забезпечення CAD або навіть текстового редактора. 
Abaqus/Standard, Abaqus/Explicit або Abaqus/CFD здатні здійснювати певну стадію обробки результату. Dassault Systemes також розробляє Abaqus для виконання етапів обробки на попередній стадії, подібно до CATIA.

### Порівняння обчислень
Нижче наведені порівняння можливостей  Abaqus/Standard і Abaqus/Explicit.
| Властивість                 | Загальна                                             | лише ABAQUS/Standard                                                                                               | лише ABAQUS/Explicit |
| --------------------------- | ---------------------------------------------------- | --- | --- |
| Елемент бібліотеки          | Комплексна                                           | Без обмежень | Тільки елементи, які підходять для явних рішень |
| Матеріальні моделі          | Комплексна                                           | Тільки моделі текучості                                                                                            | Моделі текучості та розриву |
| Методи обчислення           |                                                      | Неявна інтеграція потребує розв’язування множинного пов’язаного рівняння за допомогою стабільної матриці K (F=Ku). | - Явне інтегрування; - Метод step by step; - Метод sometimes not stable; - За допомогою невеликих кроків по часу.                                                                |
| Необхідний дисковий простір |                                                      | повторювані обчислення, ймовірно, займають багато місця                                                            | відсутність повторного обчислення нормально |
| Типи проблем                | - Лінійна - Нелінійна - Контактні - Звичайні системи | - можна вирішити - можна вирішити - можна вирішити, якщо не складне - Оптимальний при стаціонарних навантаженнях   | - можна вирішити - Оптимальна, навіть якщо нелінійна - Оптимальна. навіть для складних і мінливих обставин - Оптимальний при перехідних навантаженнях, як удар, імпульс і вибухи |

## Альтернативне програмне забезпечення
- Advanced Simulation Library (open source: AGPL)
- ANSYS
- CalculiX
- CLAWPACK
- Code Saturne (GPL)
- Coolfluid (LGPLv3)
- COMSOL Multiphysics
- deal.II
- FEATool Multiphysics
- FreeCFD
- Gerris Flow Solver
- Nektar++
- OpenFVM
- SU2 code (LGPL)
- Nogrid points (proprietary software )
- NASTRAN